# Chinese Basketball Association 2009-10
La Chinese Basketball Association 2009-10 fue la decimoquinta edición de la CBA, la primera división del baloncesto profesional de China. Los campeones fueron los Guangdong Southern Tigers, que lograba su tercer título consecutivo, sexto en total, derrotando en las finales a los Xinjiang Flying Tigers.
Antes del comienzo de la temporada, los Yunnan Bulls fueron suspendidos para la competición debido a problemas salariales.

## Política de jugadores extranjeros
Todos los equipos a excepción de los Bayi Rockets tenían la opción de contar con dos jugadores extranjeros. Los últimos cuatro de la temporada anterior (a excepción de Bayi) pudieron contratar además un jugador extra asiático.

## Temporada regular
| #  | Temporada 2009–10 de la CBA | Temporada 2009–10 de la CBA | Temporada 2009–10 de la CBA | Temporada 2009–10 de la CBA | Temporada 2009–10 de la CBA | Temporada 2009–10 de la CBA | Temporada 2009–10 de la CBA | Temporada 2009–10 de la CBA |
| #  | Equipo                      | G                           | P                           | %                           | PD                          | Casa                        | Fuera                       | Desempate                   |
| -- | --------------------------- | --------------------------- | --------------------------- | --------------------------- | --------------------------- | --------------------------- | --------------------------- | --------------------------- |
| 1  | Guangdong Southern Tigers   | 30                          | 2                           | .938                        | -                           | 15–1                        | 15–1                        |                             |
| 2  | Xinjiang Flying Tigers      | 27                          | 5                           | .844                        | 3                           | 15–1                        | 12–4                        |                             |
| 3  | Zhejiang Lions              | 26                          | 6                           | .813                        | 4                           | 15–1                        | 11–5                        |                             |
| 4  | Shanghai Sharks             | 25                          | 7                           | .781                        | 5                           | 14–2                        | 11–5                        |                             |
| 5  | Liaoning Dinosaurs          | 21                          | 11                          | .656                        | 9                           | 14–2                        | 7–9                         |                             |
| 6  | Jiangsu Dragons             | 20                          | 12                          | .625                        | 10                          | 13–3                        | 7–9                         |                             |
| 7  | Fujian Xunxing              | 17                          | 15                          | .531                        | 13                          | 13–3                        | 4–12                        |                             |
| 8  | Bayi Rockets                | 15                          | 17                          | .469                        | 15                          | 10–6                        | 5–11                        |                             |
|    |                             |                             |                             |                             |                             |                             |                             |                             |
| 9  | Shandong Lions              | 14                          | 18                          | .438                        | 16                          | 10–6                        | 4–12                        | SD 1-1(198-176) ZJ          |
| 10 | Zhejiang Whirlwinds         | 14                          | 18                          | .438                        | 16                          | 9–7                         | 5–11                        | SD 1-1(198-176) ZJ          |
| 11 | Dongguan Leopards           | 13                          | 19                          | .406                        | 17                          | 9–7                         | 4–12                        |                             |
| 12 | Tianjin Ronggang            | 11                          | 21                          | .344                        | 19                          | 9–7                         | 2–14                        |                             |
| 13 | Jilin Northeast Tigers      | 10                          | 22                          | .313                        | 20                          | 7–9                         | 3–13                        | JL 2-0 SX                   |
| 14 | Shanxi Zhongyu              | 10                          | 22                          | .313                        | 20                          | 6–10                        | 4–12                        | JL 2-0 SX                   |
| 15 | Beijing Ducks               | 8                           | 24                          | .250                        | 22                          | 6–10                        | 2–14                        |                             |
| 16 | Qingdao DoubleStar          | 7                           | 25                          | .219                        | 23                          | 7–9                         | 0–16                        |                             |
| 17 | Shaanxi Kylins              | 4                           | 28                          | .125                        | 26                          | 3–13                        | 1–15                        |                             |

|  | Los 8 primeros acceden a los Playoffs |

## Playoffs
|  | Cuartos de final | Cuartos de final          | Cuartos de final |                        |   | Semifinales               | Semifinales   | Semifinales   |  |   | Finales                   | Finales       | Finales       |  |
|  | Al mejor de 5    | Al mejor de 5             | Al mejor de 5    |                        |   | Al mejor de 5             | Al mejor de 5 | Al mejor de 5 |  |   | Al mejor de 7             | Al mejor de 7 | Al mejor de 7 |  |
|  |                  |                           |                  |                        |   |                           |               |               |  |   |                           |               |               |  |
|  |                  |                           |                  |                        |   |                           |               |               |  |   |                           |               |               |  |
|  | 1                | Guangdong Southern Tigers | 3                |                        |   |                           |               |               |  |   |                           |               |               |  |
|  | 1                | Guangdong Southern Tigers | 3                |                        |   |                           |               |               |  |   |                           |               |               |  |
|  | 8                | Bayi Rockets              | 0                |                        |   |                           |               |               |  |   |                           |               |               |  |
|  | 8                | Bayi Rockets              | 0                |                        | 1 | Guangdong Southern Tigers | 3             |               |  |   |                           |               |               |  |
|  |                  |                           |                  |                        | 1 | Guangdong Southern Tigers | 3             |               |  |   |                           |               |               |  |
|  |                  |                           | 4                | Shanghai Sharks        | 1 |                           |               |               |  |   |                           |               |               |  |
|  | 4                | Shanghai Sharks           | 4                | Shanghai Sharks        | 1 | 3                         |               |               |  |   |                           |               |               |  |
|  | 4                | Shanghai Sharks           |                  |                        |   |                           |               |               |  |   |                           |               |               |  |
|  | 5                | Liaoning Dinosaurs        | 1                |                        |   |                           |               |               |  |   |                           |               |               |  |
|  | 5                | Liaoning Dinosaurs        | 1                |                        |   |                           |               |               |  | 1 | Guangdong Southern Tigers | 4             |               |  |
|  |                  |                           |                  |                        |   |                           |               |               |  | 1 | Guangdong Southern Tigers | 4             |               |  |
|  |                  |                           | 2                | Xinjiang Flying Tigers | 1 |                           |               |               |  |   |                           |               |               |  |
|  | 3                | Zhejiang Lions            | 2                | Xinjiang Flying Tigers | 1 | 3                         |               |               |  |   |                           |               |               |  |
|  | 3                | Zhejiang Lions            |                  |                        |   |                           |               |               |  |   |                           |               |               |  |
|  | 6                | Jiangsu Dragons           | 0                |                        |   |                           |               |               |  |   |                           |               |               |  |
|  | 6                | Jiangsu Dragons           | 0                |                        | 3 | Zhejiang Lions            | 0             |               |  |   |                           |               |               |  |
|  |                  |                           |                  |                        | 3 | Zhejiang Lions            | 0             |               |  |   |                           |               |               |  |
|  |                  |                           | 2                | Xinjiang Flying Tigers | 3 |                           |               |               |  |   |                           |               |               |  |
|  | 2                | Xinjiang Flying Tigers    | 2                | Xinjiang Flying Tigers | 3 | 3                         |               |               |  |   |                           |               |               |  |
|  | 2                | Xinjiang Flying Tigers    |                  |                        |   |                           |               |               |  |   |                           |               |               |  |
|  | 7                | Fujian Xunxing            | 0                |                        |   |                           |               |               |  |   |                           |               |               |  |
|  | 7                | Fujian Xunxing            | 0                |                        |   |                           |               |               |  |   |                           |               |               |  |
|  |                  |                           |                  |                        |   |                           |               |               |  |   |                           |               |               |  |

### Finales de la CBA: (1) Guangdong Southern Tigers vs. (2) Xinjiang Flying Tigers
| 16 de abril | Guangdong Southern Tigers                               | 110–97                                | Xinjiang Flying Tigers                                        | |  |
| 19:35       | Parciales: 30-23, 27-24, 26-27, 27-23                   | Parciales: 30-23, 27-24, 26-27, 27-23 | Parciales: 30-23, 27-24, 26-27, 27-23                         | |  |
|             | Estadísticas Wang Shipeng 26 3 players 6 Smush Parker 6 | Pts Reb Asts                          | Estadísticas Charles Gaines 30 Charles Gaines 7 Myron Allen 5 | Pabellón: Dongguan Arena, Dongguan Árbitros: 2 Foreign Referees, Wu Minhua Televisión: GDTV CCTV-5 |  |

| 18 de abril | Guangdong Southern Tigers                                   | 85–80                                 | Xinjiang Flying Tigers                                              |                                                            |  |
| 19:35       | Parciales: 16-24, 33-18, 21-23, 15-15                       | Parciales: 16-24, 33-18, 21-23, 15-15 | Parciales: 16-24, 33-18, 21-23, 15-15                               |                                                            |  |
|             | Estadísticas Smush Parker 26 Smush Parker 10 Smush Parker 7 | Pts Reb Asts                          | Estadísticas Charles Gaines 19 Charles Gaines 17 Xiralijan Muhtar 5 | Pabellón: Dongguan Arena, Dongguan Televisión: GDTV CCTV-5 |  |

| 22 de abril | Xinjiang Flying Tigers                                                        | 112–116                                            | Guangdong Southern Tigers                                 |                                                          |  |
| 19:35       | Parciales: 24-37, 20-14, 25-27, 35-26 (T.E.: 8-12)                            | Parciales: 24-37, 20-14, 25-27, 35-26 (T.E.: 8-12) | Parciales: 24-37, 20-14, 25-27, 35-26 (T.E.: 8-12)        |                                                          |  |
|             | Estadísticas Myron Allen 38 Charles Gaines 12 Myron Allen, Xiralijan Muhtar 3 | Pts Reb Asts                                       | Estadísticas Smush Parker 31 David Harrison 7 iu Xiaoyu 6 | Pabellón: Hongshan Arena, Ürümqi Televisión: XJTV CCTV-5 |  |

| 23 de abril | Xinjiang Flying Tigers                                         | 97–94                                 | Guangdong Southern Tigers                                         |                                                          |  |
| 19:35       | Parciales: 27-21, 14-32, 29-16, 27-25                          | Parciales: 27-21, 14-32, 29-16, 27-25 | Parciales: 27-21, 14-32, 29-16, 27-25                             |                                                          |  |
|             | Estadísticas Charles Gaines 31 Mengke Bateer 9 Mengke Bateer 6 | Pts Reb Asts                          | Estadísticas Zhu Fangyu 22 Du Feng, Smush Parker 8 Smush Parker 5 | Pabellón: Hongshan Arena, Ürümqi Televisión: XJTV CCTV-5 |  |

| 25 de abril                               | Guangdong Southern Tigers                                   | 103–94                                | Xinjiang Flying Tigers                                         |                                                            |  |  |
| 19:35                                     | Parciales: 26-20, 23-25, 32-15, 22-34                       | Parciales: 26-20, 23-25, 32-15, 22-34 | Parciales: 26-20, 23-25, 32-15, 22-34                          |                                                            |  |  |
|                                           | Estadísticas Zhu Fangyu 29 David Harrison 15 Smush Parker 5 | Pts Reb Asts                          | Estadísticas Charles Gaines 30 Charles Gaines 11 Myron Allen 4 | Pabellón: Dongguan Arena, Dongguan Televisión: GDTV CCTV-5 |  |  |
| Guangdong gana las Finales de la CBA, 4-1 |                                                             |                                       |                                                                |                                                            |  |  |
|                                           |                                                             |                                       |                                                                |                                                            |  |  |